# Ependimina
L'ependimina és una glicoproteïna secretora, que predomina en el sistema nerviós central (SNC) dels peixos teleostis. Al principi es va pensar que únicament es trobava a la zona ependimària del SNC, però posteriorment diversos experiments van demostrar que també estava present en el fluid extracelular del cervell (Shashoua, 1985). A més a més, actualment s'ha identificat ependimina en altres vertebrats, inclosos els amfibis i els mamífers.
Es creu que aquesta proteïna està implicada en processos fonamentals com són la formació de la memòria a llarg termini i la regeneració neuronal. Es tracta d’una molècula formada aproximadament per 200 aminoàcids. El seu nom és degut a la seva situació: l'epèndim, que és el forat central de la medul·la espinal.

## Estructura
L'ependimina és una proteïna composta per tres dímers units per enllaços disulfurs de dos cadenes polipeptídiques acídiques, alfa i beta, de 37 kDa i 31 kDa respectivament. Aquesta molècula té com a seqüència líder un N-terminal i seva estructura quaternària està formada mitjançant enllaços disulfur.
Gràcies a la N-glicosidasa F, s'elimina el fragment de glicà N-lligat i es forma una cadena beta gamma ependimina de 26kDa. Aquesta gamma ependimina és única, ja que no hi ha semblança en la seva seqüència d’aminoàcids amb qualsevol altre pèptid conegut. Tot i així, hi ha seccions petites, d’uns cinc a set aminoàcids que presenten homologia amb la laminina, tubulina i fibronectina.
L'ependimina es produeix en dos variants de glicosilació, β i γ (MW 37.000 y 31.000,respectivament), la primera (β) està glicosilada i la segona (γ) no ho està. Una forma lligada d’aquesta glicoproteïna s'associa amb la matriu extracel·lular, relacionada amb les fibres de col·lagen, i es considera que pot ser la forma funcional de l'ependimina.
La familia d’ependimines InterPro (IPR001299), està formada per segments de proteïnes que només porten el domini Epd. Com que aquest domini és molt singular i no es coneixen families relacionades amb ell, una proteïna pot ser assignada a la família Epd si presenta aquest domini.
En el que fa referència a la seqüència d’aminoàcids, es va obtenir a la dècada del 1980 pels mètodes clàssics de purificació de proteïnes.
S'han trobat diferents seqüències d'ependimina en funció del tipus d'organisme on es troba, però tot i així totes tenen una llargària aproximada d'uns 200-220 aminoàcids.

## Biosíntesi i mecanisme d'acció
Per poder entendre el mecanisme de biosíntesi d’aquesta proteína, cal entendre que es tracta d’una molècula soluble a concentracions milimolars de calci, però a partir de concentracions inferiors, la proteïna es polimeritza i es converteix en un polímer insoluble. 

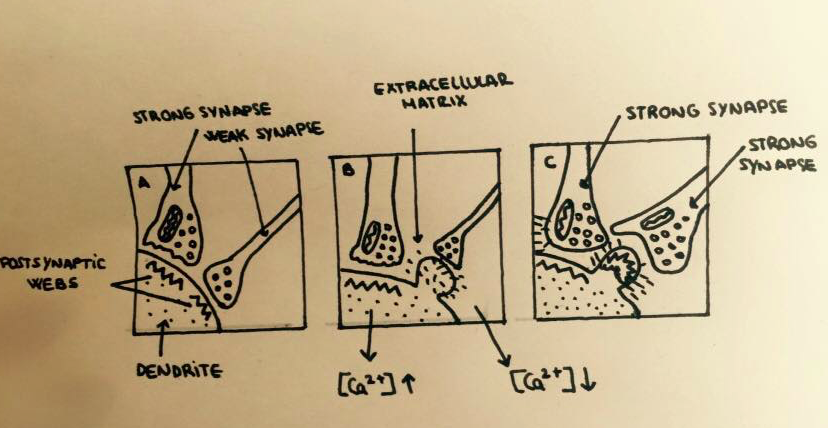
Polimerització de l'ependimina

Una vegada format el polímer, no és possible disoldre’l mitjançant l’augment de concentracions de calci; aquest fet només és possible amb una concentració del 80% d'àcid fòrmic i només es tornaria parcialment soluble.
Segons la teoria de Hebb, els records estan representats per interaccions entre les xarxes de sinapsi en el cervell. La plasticitat sinàptica, que és la capacitat de connectar-se entre dos neurones, és una de les bases més importants de l'aprenentatge i la memòria. El mecanisme bioquímic de la plasticitat sinàptica es basa en el fet que els segons missatgers neurotransmissors que regulen la transcripció de gens de determinades proteínes s'alliberen i això es tradueix posteriorment en canvis en els nivells de proteïnes clau en sinapsis. Aquest mecanisme pot ser activat per la fosforilació de proteïnes i proporciona les bases per a la formació de la memòria a llarg termini.
Sobre la base d’aquests mecanismes, una hipòtesi molecular proposada és la síntesi d'ependimina durant l’aprenentatge (associada a la neuroplasticitat). A l'esquema A (imatge de la dreta), una sinapsis forta i una sinapsis dèbil convergeixen en una dendrita. Durant l’aprenentatge, els impulsos elèctrics de la sinapsis provoquen l’apertura i el tancament dels canals de calci provocant l'esgotament de ions calci a la fissura sinàptica local i un augment d’ions calci dins de la dendrita (esquema B). L'ependimina es polimeritza a la fissura sinàptica degut a la baixa concentració d’ions calci formant un FIP (Polimer insoluble), mentre que l’augment de ions calci activa proteases que descomponen els citoesquelets intracel·lulars, formant un canal per on entra la ependimina (esquema C). Els polímers recentment formats per l'ependimina ajuden a formar un nou citoesquelet i es converteixen finalment en sinapsis fortes (es forma una nova connexió).
D’aquesta manera la proteïna està relacionada amb els fenòmens de contacte entre cèl·lules que impliquen la matriu extracel·lular. Com per exemple la influència en els axons en creixement, les interaccions adhesives o les anti-adhesives.

## Localització i funcions
L'ependimina es pot presentar en diferents estructures i aquestes diferències (degudes a l'evolució) permeten identificar les seves funcions concretes en els teixits, òrgans i espècies animals.

### Classificació
La família de l'ependimina (formada per les “Ependymin related proteins” o Epdr) es pot dividir en quatre grups en funció de la seva composició d'aminoàcids i ramificació en l’arbre dels gens:
1. Grup de seqüències que s'expressen en teixit cerebral dels peixos teleostis.
2. Grup que s'expressa en teixit no cerebral dels peixos.
3. Grup que s'expressa en diversos teixits i específic dels deuteròstoms.
4. Grup que s'expressa en diversos teixits i específic de protòstomsi deuteròstoms invertebrats.

#### Peixos
Pel que fa als peixos teleostis, l'ependimina és el major component del líquid cefalorraquidi i del líquid extracel·lular cerebral, i s'associa a la neuroplasticitat, als processos d’aprenentatge, a la memòria a llarg termini (té un paper important en les connexions sinàptiques que es donen en l'etapa de consolidació de la memòria) i a la regeneració del nervi òptic (és clau en l’agudització de les connexions retinotectals durant la regeneració neuronal). L'ependimina també s'ha relacionat amb el comportament dels peixos dins dels grups socials: la proteïna es troba en molta més abundància en peixos subdominants que en dominants i, en els primers, la falta d’aquesta proteïna implica un augment del seu comportament agressiu.

#### Altres animals
Per acabar, tot i que no hi ha un grup específic, es podria definir un cinquè grup, ja que també s'han identificat ependimina i Epdr en diferents teixits de mamífers, amfibis i equinoderms.
Mamífers: en ells, l'ependimina s'expressa en les cèl·lules mare hematopoètiques (abans de la seva multiplicació i diferenciació) i en teixits com el cerebral (realitza funcions en els processos d’aprenentatge i la memòria), cardíac i múscul esquelètic. També es troba en teixits i cèl·lules tumorals (com per exemple, en el teixit tumoral en casos de càncer de colon en humans) i en el líquid cefalorraquidi i líquid extracel·lular cerebral.
Equinoderms: en aquests animals l'ependimina es relaciona amb la regeneració intestinal i s'expressa en diversos teixits i òrgans com l'esòfag, les gònades, els arbres respiratoris, el sistema hemal, els tentacles i la paret del cos. Els equinoderms van ser els primers éssers invertebrats on es va trobar ependimina (en un estudi en el que s'observava la Holothuria glaberrima, una espècie de cogombre de mar).

### Localització cel·lular
En general, l'ependimina és una proteïna extracel·lular, tot i que s'ha comprovat que les Epdr ("Ependymin related proteins") dels mamífers també es troben en els lisosomes. Habitualment, en el cervell es troba en els espais perivasculars, a les regions periventriculars i a les meninges (on es sintetitza), i en l'ull es localitza a les cèl·lules glials radials (al sostre òptic).

### Patologia
En aquest àmbit, algunes varietats de la epdr-1 (una proteïna relacionada amb la ependimina que és específica dels mamífers) s'associen amb la malaltia de Dupuytren.

## Relació amb la neurodegeneració
L'ependimina és un factor neurotròfic dels peixos de colors i és un dels components més abundants entre les glicoproteïnes del fluid extracel·lular.
Alguns NFT (factors neurotròfics) són útils per alleujar l'estrès oxidatiu, el qual és un dels primers mediadors del dany cel·lular en neurodegeneració. L'alleujament d'aquest estrès oxidatiu es produeix per l'augment dels nivells cel·lulars de l'enzim superòxid anti-oxidatiu dismutasa (SOD) (augment produït per l'ependimina). Aquest fet pot tenir un potencial terapèutic pel tractament de malalties neurodegeneratives com el Parkinson o l'Alzheimer.
En el líquid cefalorraquidi hi ha diverses proteases que causen l'ependimina s'escindeixi i lliberi un pèptid de 8 aminoàcids (KKETLQFR). Hi ha altres proteïnes que també es troben al cervell (com endorfines o encefalines) que alliberen uns pèptids semblants amb uns components actius curts també similars, fet que va donar peu a la hipòtesi que aquesta cadena de 8 aminoàcids, la forma sintètica del qual és anomenada CMX-8933, pot ser el component actiu de l'ependimina. Posteriorment, i sobre la base d'estudis experimentals, s'ha demostrat que l'administració de CMX-8933 augmenta els nivells de SOD.

## Conclusió
Tot i que existeixen molts estudis relacionats amb l'origen, evolució, mecanisme de funcionament i funcions d'aquesta proteïna, podem observar que es tracta d'una molècula relativament desconeguda i de la qual queda molt per investigar i per conèixer. Les hipòtesis i conclusions extretes de diverses tesis coincideixen pel que fa a diferents aspectes de la proteïna, com és la seva localització, la seva estructura i les seves possibles funcions en diferents éssers vius. Cal remarcar també, que hi ha hagut una gran evolució a nivell de coneixement de la proteïna, ja que en el passat es creia que aquesta només es trobava en els peixos teleostis, però actualment s'ha aïllat en molts altres éssers vius.